# Теракт в Стамбуле (2022)
Тера́кт в Стамбу́ле — террористический акт, произошедший в 16 часов 13 минут 13 ноября 2022 года в турецком городе Стамбул, в районе Бейоглу, на улице Истикляль.

## Взрыв
По данным турецкого новостного портала OdaTV, причиной взрыва стало самодельное взрывное устройство, оставленное неизвестной женщиной. Были повреждены многие здания улицы, в социальных сетях появились кадры с истекающими кровью людьми. Погибли 6 человек, не менее 81 получили ранения.

## Расследование
Министр внутренних дел Турции Сулейман Сойлу заявил, что взрыв организовала Рабочая партия Курдистана. 14 ноября стало известно, что полиция Турции задержала женщину, подозреваемую в том, что она оставила сумку со взрывным устройством на улице. Полиция заявила, что всего по этому делу задержано 50 человек, и что Ахлам Албашир, женщина, подозреваемая в том, что подложила сумку со взрывным устройством, является гражданкой Сирии и призналась в том, что прошла подготовку у курдских боевиков в Сирии.

## Последствия
Из-за теракта футбольный матч 14-го тура турецкой Суперлиги «Бешикташ» — «Антальяспор», который должен был состояться в 20:00 на стадионе «Водафон Парк», был перенесён на неопределённый срок.

## Реакция
Министр внутренних дел Турции Сулейман Сойлу отверг соболезнования США, обвинив их в оказании поддержки Рабочей партии Курдистана: «Мне представляется, что соболезнование, выраженное сегодня США, можно оценить так, будто убийца одним из первых пришёл на место теракта. Реакция на это послание будет очень чёткой. Она проявится в ближайшем будущем, даст бог».
20 ноября ВВС Турции нанесли серию авиаударов по позициям Сирийских демократических сил на севере Сирии и по позициям Рабочей партии Курдистана на севере Ирака (операция «Коготь-Меч»).